# Morristown (Ohio)
Pour les articles homonymes, voir Morristown.
Morristown est un village américain situé dans le comté de Belmont, dans l'Ohio. Selon le recensement de 2010, sa population est de 303 habitants.